# John Bosco Manat Chuabsamai
John Bosco Manat Chuabsamai (Bang Nok Khwaek, Samut Songkhram, 31 de outubro de 1935 - 20 de outubro de 2011) foi um prelado católico romano tailandês de Ratchaburi e depois um católico tradicionalista.

## Biografia
John Bosco Manat Chuabsamai estudou Teologia e Filosofia em um seminário salesiano em Madras, Índia, e foi ordenado sacerdote em 10 de maio de 1961. Trabalhou em paróquias, escolas e no seminário da diocese de onde seria bispo. Entre 1976/77, Manat estudou na Universidade Católica da América, em Washington, DC, mestrando-se em Filosofia. Ao retornar a Tailândia, ensinou filosofia por oito anos no Lux Mundi, único seminário maior da Tailândia, e foi seu reitor por um ano.
Em 25 de novembro de 1985 foi apontado como bispo de Ratchaburi, e em 6 de janeiro de 1986 recebeu a ordenação episcopal através do Papa João Paulo II, na Basílica de São Pedro em Roma. Os principais co-consagradores foram os cardeais Agostino Casaroli e Bernardin Gantin.
Nessa posição, foi presidente do Diálogo Ecumênico e Inter-religioso da Federação das Conferências Episcopais Asiáticas por dez anos e da Comissão Nacional da Conferência Episcopal da Tailândia por doze anos, até novembro de 2000. Fez parte da criação do Asian Movement of Christian Unity, movimento para reuniões de oração ecumênicas. Depois assumiu a Comissão Encarregada do Turismo, Migrantes e Marítimos.
Em maio de 1993, durante visita a uma suposta aparição da Virgem em Manila, nas Filipinas, Manat estabeleceu contacto com o Bispo Salvador Lazo, que ao longo dos anos o encaminhou a conhecer a Fraternidade Sacerdotal São Pio X. Em 2000, após a morte de Lazo, conheceu o Superior da Fraternidade, Bernard Fellay, e pelo contato com o superior da fraternidade da Ásia, começou a celebrar missas tridentinas. Visitou muitas capelas e priorados da Fraternidade São Pio X nos Estados Unidos, em 2001.
Sua renúncia como bispo de Ratchaburi foi aceita em 24 de julho de 2003.